# King Kong (1976)
King Kong (ook bekend als King Kong: The Legend Reborn) is een Amerikaanse film uit 1976 over de fictieve reuzengorilla Kong. De film is een nieuwe versie van de gelijknamige film uit 1933. De film werd geproduceerd door Dino De Laurentiis.
Het scenario van de film werd geschreven door Lorenzo Semple jr. Hij baseerde zijn scenario slechts losjes op het scenario van Merian C. Cooper en Edgar Wallace en bracht een hoop veranderingen aan. De nieuwe versie verschilt dan ook sterk van de originele versie op meerdere fronten. Zo koos Lorenzo er onder andere voor het verhaal te actualiseren van de jaren 30 van de 20e eeuw naar het heden (1976), en in plaats van een filmcrew bezoekt nu een team van een petroleum corporatie Skull Island.

## Verhaal
Fred Wilson (Grodin), een vertegenwoordiger van de Petrox Oil Company, organiseert een expeditie nadat hij op een infrarood afbeelding een tot dusver onbekend eiland ontdekt wat constant in mist is gehuld. Hij gelooft dat dit eiland een enorme olievoorraad bevat en belooft zijn baas terug te keren met “iets groots”.
Jack Prescott (Bridges), een primaat-paleontoloog, gaat als verstekeling mee aan boord van het schip en probeert onderweg naar het eiland het team te waarschuwen de missie stop te zetten. Hij vertelt hen dat al verscheidene mensen die het eiland bezocht hebben niet zijn teruggekeerd vanwege “het beest”. Wilson laat Jack opsluiten omdat hij denkt dat Jack gewoon een spion van een concurrerende oliemaatschappij is. Jack spot echter een kleine reddingsboot verderop in de oceaan en weet de schippers zo ver te krijgen dat ze de boot onderzoeken. Aan boord vindt men een vrouw genaamd Dwan. Ze vertelt de schippers dat ze een actrice is die werkte aan boord van een luxe-jacht dat om onbekende reden is ontploft. Zij is voor zover bekend de enige overlevende. Tijdens de rest van de reis ontwikkelt zich een relatie tussen Jack en Dwan.
Eenmaal op het eiland aangekomen, ontdekt het team al snel dat er geen olie is. In plaats daarvan vinden ze een inheemse stam in een dorp dat van de rest van het eiland wordt afgesneden door een enorme muur. De muur moet hen beschermen tegen een mysterieuze god genaamd Kong. De eilandbewoners ontvoeren Dwan om haar aan Kong te offeren. Wanneer Kong verschijnt en Dwan meeneemt, blijkt hij een enorme gorilla te zijn. Jack gaat Kong achterna.
Dwan weet Kong ervan te weerhouden haar te doden. Wanneer ze wordt aangevallen door een enorme slang grijpt Kong in en er ontstaat een gevecht. Jack maakt hiervan gebruik om Dwan mee terug te nemen naar het dorp. Daar wachten de schippers hem op en schakelen hem uit met chloroform. Omdat ze geen olie hebben kunnen vinden, besluit Wilson Kong mee te nemen als attractie en promotiestunt voor zijn bedrijf. Kong wordt in de olietanker naar New York vervoerd en daar een paar weken later tentoongesteld.
Het duurt echter niet lang voordat Kong uitbreekt en de stad op zijn kop zet. Wilson komt om bij Kongs verwoestende tocht door New York. Dwan en Jack vluchten naar Manhattan omdat ze ervan uitgaan dat Kong te zwaar is om te zwemmen en ze daar dus veilig zijn. Kong kan vanwege zijn grootte echter gewoon door de rivier naar de overkant lopen. Al snel haalt hij de twee in en Dwan laat zich vrijwillig meenemen door Kong in de hoop hem zo te kalmeren. Kong vlucht met haar naar de top van het World Trade Center, met Jack en het leger vlak achter hem.
Kong bereikt het dak van de zuidelijke toren en wordt daar geconfronteerd met militairen met vlammenwerpers. Hij springt naar de South Tower, waar hij door helikopters wordt aangevallen. Dwan probeert hen te stoppen, maar tevergeefs. De zwaargewonde Kong valt uiteindelijk van het World Trade Center en sterft blijkbaar op de grond aan zijn verwondingen.

## Rolverdeling
| Acteur            | Personage             | Opmerkingen                |
| ----------------- | --------------------- | -------------------------- |
| Jeff Bridges      | Jack Prescott         |                            |
| Charles Grodin    | Fred S. Wilson        |                            |
| Jessica Lange     | Dwan                  |                            |
| John Randolph     | Captain Ross          |                            |
| René Auberjonois  | Roy Bagley            |                            |
| Julius Harris     | Boan                  |                            |
| Jack O'Halloran   | Joe Perko             |                            |
| Dennis Fimple     | Sunfish               |                            |
| Ed Lauter         | Carnahan              |                            |
| Jorge Moreno      | Garcia                |                            |
| Mario Gallo       | Timmons               |                            |
| John Lone         | Chinese Cook          |                            |
| Garry Walberg     | Army General          |                            |
| John Agar         | City Official         |                            |
| Keny Long         | Ape Masked Man        |                            |
| Sid Conrad        | Petrox Chairman       |                            |
| George Whiteman   | Army Helicopter Pilot |                            |
| Wayne Heffley     | Air Force General     |                            |
| Rick Baker        | King Kong             | Niet vermeld in aftiteling |
| Walt Gorney       | Train Driver          | Niet vermeld in aftiteling |
| Ira S. Rosenstein | Logan                 | Niet vermeld in aftiteling |

## Achtergrond

### Ontvangst
Hoewel de film vaak een financiële flop wordt genoemd was King Kong toch een redelijk groot succes qua opbrengst. De film haalde drie keer het budget op met een wereldwijde opbrengst van 80 miljoen dollar.
De film werd met verschillende reacties ontvangen. Sommige critici, waaronder vooral fans van de originele film, waren teleurgesteld. Aan de andere kant waren er ook zeer positieve recensies in onder andere kranten en bladen als “the New Yorker”, “Time”, “Los Angeles Times” en “Chicago Sun-Times”.
De film deed het ook redelijk goed op tv toen NBC de rechten kreeg om de film uit te zenden. NBC betaalde De Laurentiis $19,5 miljoen dollar om de film in 5 jaar tijd twee keer uit te mogen zenden, destijds het hoogste bedrag dat een netwerk ooit had betaald voor een film. Dit zette de Laurentiis ertoe aan een opvolger te maken getiteld King Kong Lives. Dit vervolg was echter wel een commerciële mislukking.
De film betekende het begin van de carrières van Jessica Lange en Jeff Bridges.

### Verlengde tv-versie
Toen de film in 1978 zijn debuut maakte op NBC werden er een aantal scènes toegevoegd die waren verwijderd uit de bioscoop versie. Dit om de film langer te maken. Veel fans van de nieuwe versie vonden dat deze verlengde versie veel beter was de bioscoopversie. Enkele van deze scènes zijn:
1. Een scène in een Surubaya bar waarin Jack een van de Petrox Crewleden drogeert.
2. Een scène van Joe en Boan die midden in een kaartspel zitten maar worden onderbroken door Kapitein Ross die hen naar de “mess room” roept. Boan verteld hier hoe hij eerst voor de CIA werkte.
3. Een langer gevecht tussen Kong en de enorme slang, eindigend met een alternatieve scène van Kong die de slang dood en vervolgens triomfantelijk op zijn borst trommelt.
4. Langere beelden van Kong die door de poort van de muur om het dorp breekt.
5. Extra dialogen tussen Dwan en Wilson.
6. Een scène waarin Wilson tijdens Kongs verwoestingen in New York te horen krijgt dat hij ontslagen is.
7. Een scène die toont dat nadat Kong Wilson vertrapt alleen Wilsons hoofd nog in Kongs voetafdruk ligt.
8. Een scène waarin een auto voor Kong uitrijdt, maar door Kong wordt opgepakt en tegen een gebouw gesmeten waarna de auto ontploft.
9. Een langere scène waarin Kong een trein aanvalt.
10. Een langere scène waarin Kong zich voor helikopters verstopt in “East River Waterfront”.
11. Extra dialogen tussen Jack en Dwan in de bar.
12. Twee korte scènes van militairen die de Queensboro Bridge bewaken.
13. Alternatieve en verlengde scène van Kong die een elektriciteitscentrale verwoest.
14. Korte scène van een militaire officier die de jets beveelt om op de basis te blijven en in plaats daarvan helikopters achter Kong aan te sturen.
15. Een scène waarin Jack een verlaten motorfiets steelt om Kong te achtervolgen.
16. Verlengde scène van Kong die het World Trade Center beklimt en onderweg even pauzeert.

## Prijzen/nominaties
King Kong werd genomineerd voor twee Academy Awards: beste camerawerk en beste visuele effecten.
De film won uiteindelijk een Academy Award voor beste visuele effecten, maar moest deze wel delen met de film Logan’s Run.

## Trivia
- Het aanplakbiljet toonde Kong die tegelijk op beide World Trade Center torens staat (een poot op elk van de twee torens). In de film is Kong echter een stuk kleiner dan de affiche op deze manier doet vermoeden. Dit was ook al het geval met het aanplakbiljet van de oorspronkelijke film uit 1933.
- In de nacht dat de eindscènes werden gefilmd kwamen er meer dan 30.000 bezoekers een kijkje nemen. Hoewel ze zich netjes gedroegen waren de autoriteiten bang dat het gewicht van zoveel mensen het plein zouden doen instorten. Daarom gaven ze de producers opdracht te stoppen met de opnames. De producers hadden op dat moment al de opnames die ze wilden van een enorme mensenmassa die naar Kongs dode lichaam toe rent. De overige World Trade Center scènes werden een paar dagen later opgenomen met slechts een beperkt publiek erbij.
- Hoewel Kong voor het grootste deel van de film een acteur in een pak is beweerden veel mensen destijds dat de aap in de film een robot was (wat slechts in een paar scènes het geval was).
- Rick Baker die samen met Carlo Rambaldi het Kong-pak ontwierp was enorm ontevreden over het eindresultaat. Hij vond het pak niet overtuigend genoeg en gaf alle krediet voor Kongs realistische verschijning in de film aan Richard Kline.
- In totaal werden er zeven verschillende Kong maskers gemaakt voor de verschillende emoties.
- Carlo Rambaldi’s 12 meter hoge mechanische Kong is het grootste mechanische wezen dat ooit is gebouwd. De kosten om de Kong te maken waren $1,7 miljoen.
- De muur rond het dorp zou oorspronkelijk net als in de originele versie van steen zijn. John Guillermin veranderde dit echter in een houten muur omdat dit meer zou aansluiten bij de primitieve inboorlingen. De muur in de film was 14,1 meter hoog, 155,38 meter lang en de bouw kostte $800 000.
- In 1990 werd in het Universal Studios attractiepark in Florida een attractie geopend gebaseerd op de film: “Kongfrontation”. Kongfrontation werd de grootste attractie van het park en bleef dit totdat hij in 2002 werd afgebroken.